# Історія герба Росії

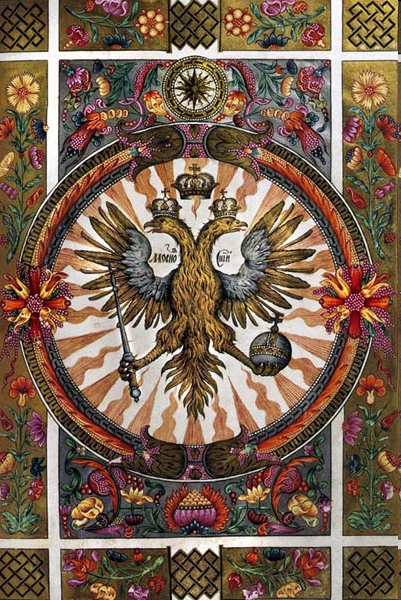
«Царський титулярник», Сторінка з примірника РГАДА.
«Тітулярнік» відкривається зображенням золотого двоголового орла під трьома коронами, зі скіпетром і державою в лапах. Напис на гербі — «Московський»

Історія герба Росії — історія появи і зміни державного символу держави з часів першого зображення двоголового орла на гербі Росії від 1721 року (символ Російської імперії) до XXI століття (герб Російської федерації).

## Передумови

### Символи Московського князівства

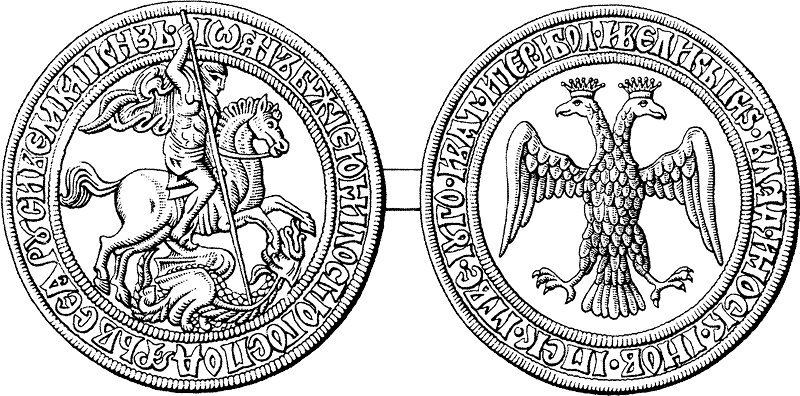
У 1497 році

На печатці Івана III Васильовича, що дісталася від Василя II Васильовича Темного, спочатку був зображений лев, що долає змію (Лев — символ Володимирського князівства). Однак в кінці XV століття був обраний новий символ держави — єздєц, яка була популярна серед руських князів Великого князівства литовського і руського. Другим символом був обраний двоголовий орел, що був популярний серед імеперій: Романської, Священної римської, Золотої орди. Так московський князь намагався поставити свою країну в один рівень з ними. У Івана III був формальний привід — він був одружений з Софією Палеолог, яка походила з останньої правлячої в Імперії романів династії, дочки морейского деспота. Цей символ був родовим знаком всієї династії.
Після офіційної ліквідації залежності від Золотої Орди вперше з'являється великокнязівська печатка Івана III. Першим достовірним свідченням використання двоголового орла як державної емблеми є печатка від 1497 року на його грамоті на земельні володіння удільних князів. Тоді ж зображення позолоченого двоголового орла на червоному полі з'явилися на стінах Грановитій палати в Кремлі.

### Герб Московського царства

Герб з малюнка печаткиОлексія Михайловича, 1667

Двоголовий орел вживається як символ держави і при Івані Грозному, що самопроголосив себе царем. Герб Московської держави доповнюється в центрі спочатку єдинорогом, а потім — замість нього — московським символом — Єздєцом. Також з'являється християнська символіка, що відображає роль офіційної релігії.
Вершник традиційно сприймався як зображення государя. З часу Івана Грозного і раніше вершник на московських монетах і печатках трактувався як «князь великий на коні, а спис має у руці». Подібне трактування зображення залишалася незмінною до початку XVIII-го століття, і тільки з 1710-х його вперше стали називати «святим Георгієм». Це було пов'язано зі становленням петровської емблематики.
На великій печатці Бориса Годунова (не пізніш 1604 року) двоголовий орел зображується з трьома коронами. Три корони означали завойовані Казанське, Астраханське і Сибірське царства.

Печатка Івана IV, 1539

За часів смути московський державний символ активно використовувався Лжедмитріями (I,II, III). На відміну від попередніх, в одній з печаток Лжедмитрія I вершник був повернений направо за західноєвропейською геральдичною традицією (що говорить про іноземне походження печатки).
За часів царя Олексія Михайловича орел отримує символи влади: скіпетр і державу.
За часів правління Петра I секретар австрійського посла в Росії І. -Г. Корб веде «Щоденник подорожі в Московію», в якому описує наближених Петра і розправу над стрільцями. Щоденник цікавий як черговий погляд на Росію очима іноземця, в тому числі містить докладний малюнок державної печатки.

## Герб Російської імперії

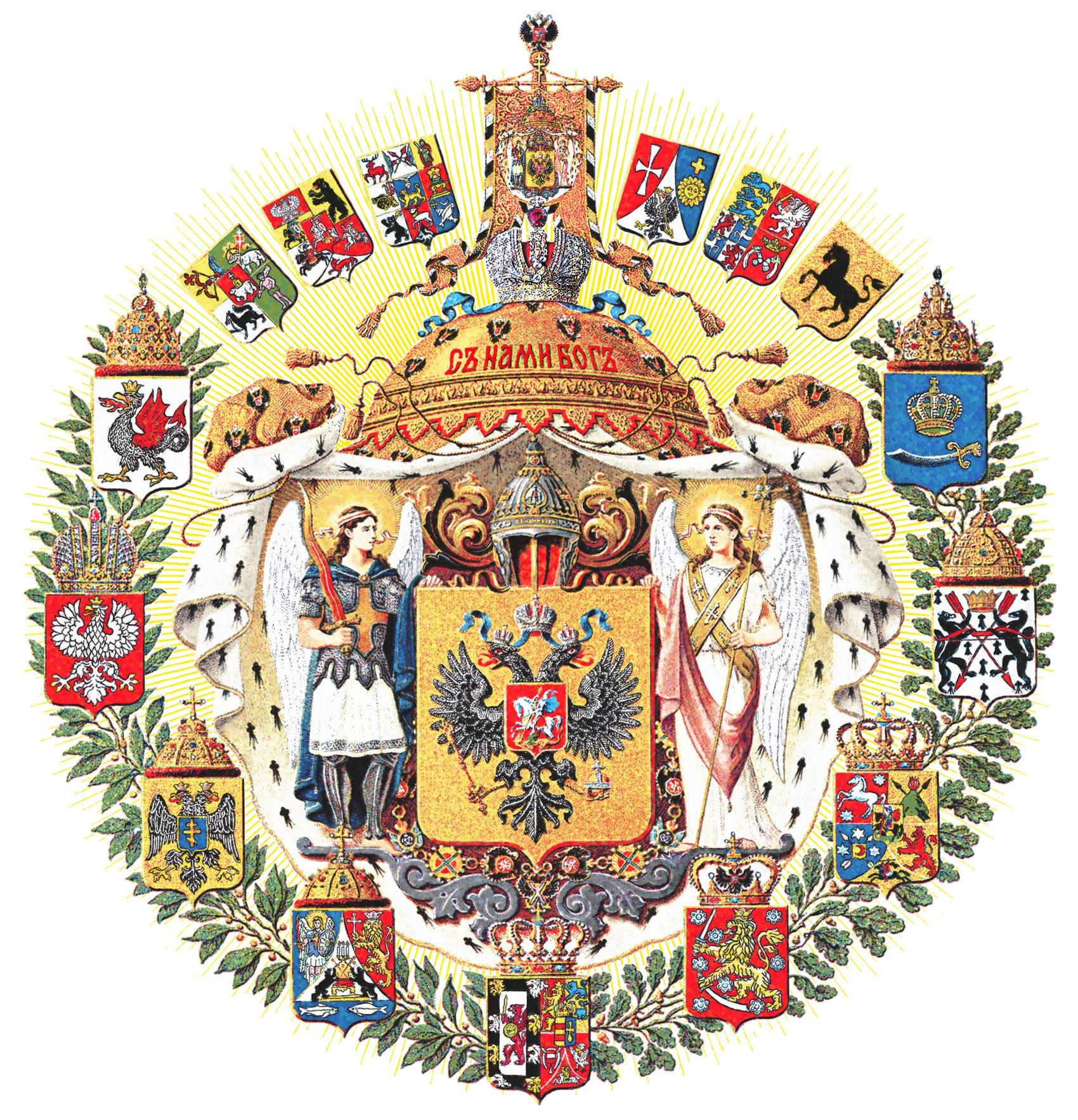
Великий державний герб Росії, 1882 рік

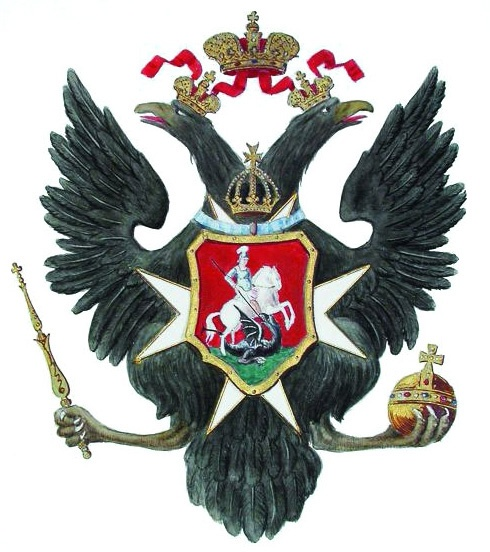
Герб, затверджений Павлом I в 1799 р

У 1730-1740-х роках герб отримує форму, що закріпилася надовго. У 1736 році імператриця Анна Іванівна запрошує швейцарця за походженням, шведського гравера І. Гедлінгера, який вигравірував до 1740 року Державну печатку, яка з невеликими змінами використовувалася до 1856 року. Після завоювання Мальти Наполеоном імператор Павло I стає главою Мальтійського Ордену. У 1799 році Павло I підписує «Указ про включення в російський герб Мальтійського хреста під короною». Хрест розмістився на грудях орла, під московським гербом (який був названий «корінним гербом Росії»). Також імператор робить спробу розробити і ввести повний герб Російської імперії. У 1800 році він запропонував складний герб, на якому в багатопільному щиті і на дев'яти малих щитках було поміщено сорок три герба. Однак, прийняти цей герб до смерті Павла не встигають.
До цього часу з'являються різні варіанти герба: наприклад, орел міг мати одну корону і тримати вінок, блискавки або факел. Імператор Микола I приймає два офіційних типу гербів: на одному, спрощеному, у орла тільки основні елементи. На другому офіційному варіанті герба на крилах орла з'являються титульні герби: на правому — Казанський, Астраханський, Сибирский, на лівому — Польський, Таврійський, Фінляндський.
При імператорі Олександрі II під керівництвом герольдмейстера барона Кене була проведена геральдична реформа. Орел на малюнку отримав нові риси, запозичені у західній Європи — наприклад, герб з Георгієм Переможцем був повернутий вліво від глядача. Малий державний герб був затверджений 8 грудня 1856 року. На ньому також додалися щити з гербами територій в складі Російської імперії.
Всього ж до 11 квітня 1857 года було створено і прийнято цілий комплект з гербів, включаючи Великий, Середній і Малий державні герби, і інші — в цілому сто десять малюнків. Герб залишиться практично незмінним аж до самої лютневої революції, будуть вноситися лише невеликі зміни: наприклад, при імператорі Олександрі III додасться герб Туркестану — ще однієї провінції Російської імперії.

## Герб Росії 1917 року

Гербовий орел 1917 року

У 1917 році після зречення від влади Миколи II постало питання про новий державний герб. «Для роз'яснення» даного питання зібралася група фахівців: В. Лукомський, С. Тройницький, Г. Нарбут, І. Білібін. Це були прекрасні знавці геральдики, проте рішення їх відрізнялося вичікуванням. Вони не визнавали можливим до скликання Установчих зборів вирішувати питання про державний герб Росії, але вважали, що допустимо використання «в усіх передбачених законом випадках» двоголового орла без всяких атрибутів і без Георгія Побідоносця на грудях. 21 березня 1917 року міністр-голова Тимчасового уряду князь Георгій Львов і міністр закордонних справ Павло Мілюков затвердили ескіз герба для печатки Тимчасового уряду, виконаний художником І. Білібіним.
У період Тимчасового уряду з двоголовим орлом конкурувала і свастика — колись солярний знак і символ вічності, благополуччя, прогресу. Мабуть, саме в цій якості вона «впала в око» Тимчасового уряду, яке обрало її разом з двоголовим орлом і зображенням Таврійського палацу (де розміщувалася Державна дума) в якості символів нової, демократичної Росії.

## Герб Російської держави (1918—1919)

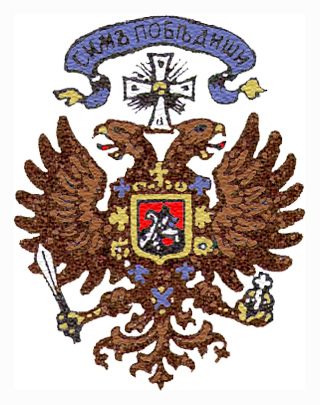
Проєкт герба Російської держави

23 вересня 1918 р Актом Уфимської Державної наради «про утворення всеросійської верховної влади» в ім'я «відновлення державної єдності та незалежності Росії» був створений Тимчасовий Всеросійське уряд («Уфімська Директорія») і встановлено, що він буде «аж до скликання Всеросійських Установчих зборів … єдиним носієм верховної влади на всьому просторі держави Російської». 4 листопада був сформований виконавчий орган Директорії — Всеросійський Рада міністрів. 18 листопада Рада міністрів оголосила про прийняття на себе всієї повноти верховної влади і потім ухвалила передати її Верховному Правителю Росії, яким був обраний адмірал Олександр Колчак. Було утворено новий уряд, який увійшов в історію як Омський, або уряд Колчака, який проіснував до 4 січня 1920 року.
На початку 1919 року в Омську був проведений конкурс з розробки нового російського герба. Відповідно до умов конкурсу, від його учасників потрібно зберегти зображення двоголового орла, замінивши «емблеми царської епохи» (корону, скіпетр і державу) на емблеми, «характерні для нової відроджуваної державності».
Основним претендентом на перемогу приблизно зі ста представлених проектів вважався герб, створений казанським художником Г. Ільїним, який залишив державу і ланцюг ордена Андрія Первозванного, замінивши корону і скіпетр на хрест і меч. Герб вінчав напис «Сім' побѣдіші» на блакитній андріївській стрічці.
Хоча офіційно герб не було остаточно затверджено і існував в декількох варіаціях, він вживався на документах і грошових знаках, що випускалися Російським урядом Колчака.

## Герб РСФРР

Герб РСФРР 1978 р

Герб вперше був описаний в конституції РРФСР 1918 року: "Герб Російської Соціалістичної Федеративної Радянської Республіки складається із зображень на червоному тлі в променях сонця золотих серпа і молота, поміщених навхрест рукоятками донизу, оточених вінцем з колосків і з написом: «Російська Соціалістична Федеративна Радянська Республіка» і «Пролетарі всіх країн, єднайтеся!».
20 липня 1920 року ВЦВК затвердив новий варіант герба, розроблений художником Н. Андрєєвим. Остаточно новий герб був узаконений Конституції РСФРР, прийнятого XII Всеросійським з'їздом Рад 11 травня 1925 року
Герб зразка 1978 роки не зазнав значних змін — була лише додана червона зірка.
З незначними змінами цей герб проіснував до 1992 року.

## Герб Російської Федерації

Герб Російської федерації (1992—1993)

Сучасний герб Російської федерації

Проект державного герба Росії, скоригованого відповідно до правил геральдики та історичних традицій

У 1991 році в Росії продовжували використовувати герб зразка 1978—1991 рр., Але напис «РРФСР» на щиті була замінена на «Російська Федерація» (у зв'язку з перейменуванням держави).
Сучасний державний герб був прийнятий у 1993 році. Він замінив герб РРФСР (а до того герб СРСР) в якості державного. Сучасний герб містить основні історичні елементи герба Російської імперії крім Андріївського ордена, проте більшість царських символів позбавлені в президентській республіці будь-якого сенсу. Герб дозволяється зображати без геральдичного щита.
У 2000 році був прийнятий новий закон «Про Державний Герб Російської Федерації», який встановлює опис і порядок використання герба.

## Примітка
1. ↑  Соболева Н. А., Артамонов В. А. Символы России. — М.: Панорама, 1993—208 с. — С. 23.
2. ↑  Силаев А. Г. Истоки русской геральдики — М., 2002 г.
3. ↑  Государственный герб // Энциклопедический словарь Брокгауза и Ефрона
4. ↑  Почему двуглавый орел победил единорога? [Архівовано 26 серпня 2021 у Wayback Machine.] (heraldry.hobby.ru)
5. ↑  Державные кавалеры. Иностранные ордена российских императоров. Каталог выставки в Московском Кремле. М., 2010. С. 68
6. ↑  Герб России, 1917 [Архівовано 26 серпня 2021 у Wayback Machine.] (heraldicum.ru)
7. ↑  О Государственном гербе Российской Федерации [Архівовано 26 серпня 2021 у Wayback Machine.] (kremlin.ru)